# Saxidomus gigantea
Saxidomus gigantea is een tweekleppigensoort uit de familie van de Veneridae. De wetenschappelijke naam van de soort is voor het eerst geldig gepubliceerd in 1839 door Deshayes.
Het is een eetbare mossel die tot ca. 10 cm lang en 4 tot 6 cm hoog wordt. De schelp is ovaal en wit gekleurd met veelal zwarte strepen ten gevolge van ijzersulfaten in de modder van baaien en estuaria bij lage vloedlijn.
Rechter en linker klep van hetzelfde exemplaar:

Rechter klep
Linker klep